# Нейтан Еґлінґтон
Нейтан Еґлінґтон (англ. Nathan Eglington, 2 грудня 1980) — австралійський хокеїст на траві.
Олімпійський чемпіон 2004 року.
Переможець Ігор Співдружності 2006 року.
Срібний призер Чемпіонату світу 2006 року.
Переможець Трофею чемпіонів 2005 року.
Срібний призер Трофею чемпіонів 2003, 2007 років.